# Charles Angrand

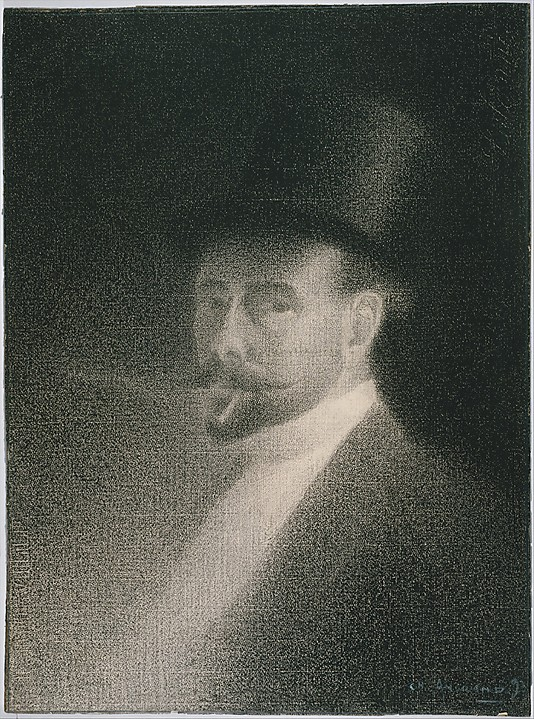
Selbstporträt, Öl auf Leinwand, 1892

Charles Théophile Angrand (* 19. April 1854 in Criquetot-sur-Ouville, Département Seine-Maritime; † 1. April 1926 in Rouen) war ein französischer Maler des Spätimpressionismus.

## Leben
Nach dem Studium an der Akademie École des Beaux-Arts in Rouen ließ sich Charles Théophile Angrand 1882 in Paris nieder. 1884 war er Gründungsmitglied des Société des Artistes Indépendants und machte Bekanntschaft mit Georges Seurat, Henri Edmond Cross und Paul Signac, denen er sich ab 1891/1892 anschloss. Zur gleichen Zeit übersiedelte er aus gesundheitlichen Gründen an die Mittelmeerküste und später in die Normandie. Entscheidend durch die neoimpressionistische Kunst der Farbzerlegung beeinflusst, wurde Angrand selbst zu einem namhaften Vertreter des Pointillismus. Seine Werke sind u. a. in New York im Metropolitan Museum of Art, in Paris im Musée d’Orsay oder in Genf im Petit Palais zu sehen.
Charles Angrand engagierte sich stark für die Finanzierung der anarchistischen Zeitschrift Les Temps nouveaux, herausgegeben von Jean Grave, indem er ab 1899 bis an sein Lebensende u. a. immer wieder Bildbeiträge für die Zeitschrift lieferte und Werke zugunsten von Tombolas spendete oder Bilder zur Illustration von Büchern, die im Verlag von Les Temps nouveaux erschienen, zur Verfügung stellte (so 1913 für die Neuauflage von Kropotkins La Loi et l’Autorité).